# Ronde van Polen 1997
De Ronde van Polen 1997 (Pools: Wyścig Dookoła Polski 1997) werd verreden van zondag 7 september tot en met zondag 14 september in Polen. Het was de 54ste editie van de rittenkoers, die in 2005 deel ging uitmaken van de UCI Europe Tour (categorie 2.1). De ronde telde acht etappes, en werd afgesloten met een individuele tijdrit over 30 kilometer. Titelverdediger was de Rus Vjatsjeslav Djavanian.

## Etappe-uitslagen

### 1e etappe
| Kołczygłowy – Słupsk (168.5 km) |               |        |          |
| Plaats                          | Naam          | Ploeg  | Tijd     |
| Winnaar                         | Lauri Aus     | Casino | 3u52'11" |
| 2                               | Piotr Wadecki | Mróz   | z.t.     |
| 3                               | Jaan Kirsipuu | Casino | z.t.     |

### 2e etappe
| Bytów – Inowrocław (250 km) |                   |              |          |
| Plaats                      | Naam              | Ploeg        | Tijd     |
| Winnaar                     | Emanuele Lupi     | Amore & Vita | 5u32'28" |
| 2                           | Artur Krasiński   | Pekaes       | +00' 01" |
| 3                           | Steffen Blochwitz | Agro-Adler   | +00' 10" |

### 3e etappe
| Radziejów – Bełchatów (196 km) |                |               |          |
| Plaats                         | Naam           | Ploeg         | Tijd     |
| Winnaar                        | Jaan Kirsipuu  | Casino        | 4u25'34" |
| 2                              | Markus Zberg   | Mercatone Uno | z.t.     |
| 3                              | Filippo Meloni | Amore & Vita  | z.t.     |

### 4e etappe
| Radomsko – Jastrzebie Zdroj (234 km) |                 |               |          |
| Plaats                               | Naam            | Ploeg         | Tijd     |
| Winnaar                              | Jaan Kirsipuu   | Casino        | 5u41'30" |
| 2                                    | Zbigniew Spruch | Mapei-GB      | z.t.     |
| 3                                    | Markus Zberg    | Mercatone Uno | z.t.     |

### 5e etappe
| Wisła – Cieszyn (163.5 km) |                   |                        |          |
| Plaats                     | Naam              | Ploeg                  | Tijd     |
| Winnaar                    | Simone Bertoletti | Batik-Del Monte        | 3u46'23" |
| 2                          | Zbigniew Piątek   | Pekaes                 | z.t.     |
| 3                          | Pavel Chumanov    | KRKA-Telekom Slovenije | +00' 03" |

### 6e etappe
| Bielsko-Biała – Zakopane (186 km) |                      |                    |          |
| Plaats                            | Naam                 | Ploeg              | Tijd     |
| Winnaar                           | Dmitri Konysjev      | Roslotto-ZG Mobili | 4u34'52" |
| 2                                 | Aleksandr Vinokoerov | Casino             | z.t.     |
| 3                                 | Markus Zberg         | Mercatone Uno      | +00' 28" |

### 7e etappe
| Nowy Targ – Wieliczka (162 km) |                   |                    |          |
| Plaats                         | Naam              | Ploeg              | Tijd     |
| Winnaar                        | Markus Zberg      | Mercatone Uno      | 4u42'23" |
| 2                              | Dmitri Konysjev   | Roslotto-ZG Mobili | z.t.     |
| 3                              | Sandro Giacomelli | Amore & Vita       | z.t.     |

### 8e etappe
| Kraków – Kraków (individuele tijdrit over 39.5 km) |                 |              |          |
| Plaats                                             | Naam            | Ploeg        | Tijd     |
| Winnaar                                            | Dario Andriotto | Amore & Vita | 0u50'12" |
| 2                                                  | Zenon Jaskuła   | Mapei-GB     | +00' 19" |
| 3                                                  | Rolf Järmann    | Casino       | +01' 15" |

## Eindklassementen
| Plaats    | Naam                 | Ploeg                     | Tijd      |
| --------- | -------------------- | ------------------------- | --------- |
| Gele trui | Rolf Järmann         | Casino                    | 33u27'53" |
| 2         | Zenon Jaskuła        | Mapei-GB                  | +00' 25"  |
| 3         | Sašo Sviben          | Sloveense Nationale Ploeg | +01' 02"  |
| 4         | Aleksandr Vinokoerov | Casino                    | +01' 19"  |
| 5         | Alexei Sivakov       | Roslotto-ZG Mobili        | +01' 54"  |
| 6         | Dainis Ozols         | Mróz                      | +01' 58"  |
| 7         | Pjotr Oegroemov      | Roslotto-ZG Mobili        | +02' 41"  |
| 8         | Markus Zberg         | Mercatone Uno             | +02' 54"  |
| 9         | Piotr Chmielewski    | Pekaes                    | +03' 58"  |
| 10        | Gianpaolo Mondini    | Amore & Vita              | +04' 01"  |

| Plaats     | Naam                 | Ploeg         | Punten |
| ---------- | -------------------- | ------------- | ------ |
| Witte trui | Markus Zberg         | Mercatone Uno | 103    |
| 2          | Rolf Järmann         | Casino        | 92     |
| 3          | Aleksandr Vinokoerov | Casino        | 60     |

| Plaats      | Naam              | Ploeg         | Punten |
| ----------- | ----------------- | ------------- | ------ |
| Paarse trui | Oscar Pelliccioli | Mercatone Uno | 33     |
| 2           | Cezary Zamana     | Mróz          | 23     |
| 3           | Valentino Fois    | Mapei-GB      | 20     |

| Plaats    | Naam             | Ploeg | Punten |
| --------- | ---------------- | ----- | ------ |
| Rode trui | Jacek Mickiewicz | Mróz  | ??     |
| 2         |                  |       |        |
| 3         |                  |       |        |

| Plaats | Ploeg              | Tijd       |
| ------ | ------------------ | ---------- |
|        | Mróz               | 100u37'12" |
| 2      | Roslotto-ZG Mobili | +02' 39"   |
| 3      | Mapei-GB           | +04' 18"   |

Mannen: 1928 · 
1929 · 
1930-1932 · 
1933 · 
1934-1936 · 
1937 · 
1938 · 
1939 · 
1940-1946 · 
1947 · 
1948 · 
1949 · 
1950-1951 · 
1952 · 
1953 · 
1954 · 
1955 · 
1956 · 
1957 · 
1958 · 
1959 · 
1960 · 
1961 · 
1962 · 
1963 · 
1964 · 
1965 · 
1966 · 
1967 · 
1968 · 
1969 · 
1970 · 
1971 · 
1972 · 
1973 · 
1974 · 
1975 · 
1976 · 
1977 · 
1978 · 
1979 · 
1980 · 
1981 · 
1982 · 
1983 · 
1984 · 
1985 · 
1986 · 
1987 · 
1988 · 
1989 · 
1990 · 
1991 · 
1992 · 
1993 · 
1994 · 
1995 · 
1996 · 
1997 · 
1998 · 
1999 · 
2000 · 
2001 · 
2002 · 
2003 · 
2004 · 
2005 · 
2006 · 
2007 · 
2008 · 
2009 ·
2010 ·
2011 ·
2012 ·
2013 ·
2014 ·
2015 ·
2016 ·
2017 ·
2018 ·
2019 ·
2020 · 2021 · 2022 · 2023 · 2024
Vrouwen: 1998 · 1999 · 2000 · 2001 · 2002 · 2003 · 2004 · 2005 · 2006 · 2007 · 2008 · 2009-2015 · 2016 · 2017-2023 · 2024 · 2025